# Nora Ephron
Pour les articles homonymes, voir Ephron.
Nora Ephron, née le 19 mai 1941 à New York et morte dans la même ville le 26 juin 2012, est une journaliste, romancière, scénariste, réalisatrice et productrice américaine.
Nora est surtout connue pour ses comédies romantiques. Elle a été par trois fois nommée aux Oscars pour Le Mystère Silkwood, Quand Harry rencontre Sally et Nuits blanches à Seattle. Elle a aussi écrit pour sa sœur, Delia Ephron.

## Biographie
Née dans une famille juive, Nora Ephron est la fille de Henry et Phoebe (née Wolkind) Ephron. Selon la journaliste Thea Glassman, « Elle était très juive, culturellement et émotionnellement. Elle s'est pleinement identifiée en tant que femme juive. Elle était très sensible à ce qu'elle pensait être de l'antisémitisme. Parfois, je pense trop sensible. Mais elle n'était pas religieuse. Elle était athée ».
En 1962, Nora Ephron a obtenu son diplôme de l'université Wellesley College et a effectué un stage à la Maison-Blanche sous la présidence de J.F. Kennedy.
Nora Ephron a commencé sa carrière de journaliste au New York Post, où elle est restée cinq ans. Tout en commençant à écrire des nouvelles et des romans, Nora Ephron a tenu une rubrique sur les problématiques rencontrées par les femmes pour le magazine Esquire.
Elle a été mariée successivement avec Dan Greenbug, Carl Bernstein et Nicholas Pileggi. Après que son second mari l’eut quittée pour Margaret Jay, Nora a écrit un roman en 1983 sur ces événements et en a fait une adaptation cinématographique en 1986 : La Brûlure avec, en tête d’affiche, Jack Nicholson et Meryl Streep. 
Nora Ephron a toujours continué d'écrire, récompensée par un succès non démenti.
Elle meurt le 26 juin 2012 des suites de complications respiratoires dues à une leucémie, à l'âge de 71 ans.
Elle est la mère du réalisateur Jacob Bernstein.
Steven Spielberg lui dédie son film Pentagon Papers, sorti en 2017.

## Nora Ephron et «Gorge profonde»
Dans les années 1970, en dehors de sa carrière cinématographique, Nora Ephron qui a été l’épouse pendant plusieurs années du journaliste Carl Bernstein, était à ce titre informée de l'identité exacte de « Gorge profonde », informateur de haut rang au sein du FBI, dans le scandale du Watergate. Au printemps 2005, à l'occasion de la publication de l'article de Vanity Fair révélant que « Gorge profonde » n'était autre que W. Mark Felt, ancien directeur adjoint du FBI en 1972-1973, Nora Ephron a indiqué, dans un weblog, qu'après des années de silence pesant sur la question de l'identité de « Gorge profonde », elle avait pris le parti de révéler son identité à tous ceux qui lui en faisaient la demande.

## Filmographie

### En tant que réalisatrice
- 1992 : Ma vie est une comédie (This is my life)
- 1993 : Nuits blanches à Seattle (Sleepless in Seattle)
- 1994 : Mixed Nuts
- 1996 : Michael
- 1998 : Vous avez un mess@ge (You've got mail)
- 2000 : Le Bon numéro (Lucky numbers)
- 2005 : Ma sorcière bien-aimée (Bewitched)
- 2009 : Julie et Julia (Julie & Julia)

### En tant que scénariste
- 1983 : Le Mystère Silkwood (Silkwood) de Mike Nichols
- 1986 : La Brûlure (Heartburn) de Mike Nichols
- 1989 : Quand Harry rencontre Sally (When Harry met Sally) de Rob Reiner
- 1989 : Cookie de Susan Seidelman
- 1992 : Nuits blanches à Seattle (Sleepless in Seattle)
- 1992 : Ma vie est une comédie (This is my life)
- 1994 : Mixed Nuts
- 2000 : Raccroche ! (Hanging up) de Diane Keaton
- 2004 : Ma sorcière bien-aimée (Bewitched)
- 2009 : Julie et Julia (Julie & Julia)

### En tant que productrice
- 1996 : Michael
- 1998 : Vous avez un message (You've got mail)
- 2000 : Le Bon numéro (Lucky numbers)
- 2000 : Raccroche ! (Hanging up) de Diane Keaton

## Publications
- I feel bad about my neck, Alfred A. Knopf, New York, 2006 - 0-307-26455-6
- Je ne me souviens de rien, éditions Baker Street, 2011 - 978-2-917559-25-3
- Heartburn, éditions Baker Street, 2013 - 978-2-917559-24-6